# Нижньоніманська низовина
55°12′ пн. ш. 21°30′ сх. д. / 55.2° пн. ш. 21.5° сх. д.
Нижньоніманська низовина — заболочена придельтова низовина, складена алювіальними наносами дельти річки Німан та дрібніших поточків. Розташована у межах Калінінградської області РФ (більшість) і республіки Литва (о. Русне). Має трикутну форму зі сторонами 60, 100 і 150 кілометрів. Західний, найширший край, омивається Курською затокою Балтійського моря. Східна межа визначена руслом річки Німан, північний берег урвистійший за південний. На півдні прокладена напівколом залізниця Полєськ-Піддуб'я-Славськ-Совєтськ. На південному сході Н. н. переходить у Поліську низовину.

## Особливості
Західний берег Нижньоніманської низовини сильно заболочений. На деякій відстані від берега, у центрі рівнини розташоване близько 9 досить великих ділянок, розташованих нижче рівня моря. У центрі найбільшої з них знаходиться селище Прохолодне. Найнижча точка низовини — 1,4 м нижче рівня Світового океану.
По долинах річок і рукавів Німану поширені низинні болота. Переважають польдерні землі, які потребують постійного дренажу. Низовину перетинають річки Арга та Тиренбергер-Мюленфліс, а також канали (Гросер-Фрідриксграбен, Тімбер і каналізовані рукава Німану (Немонін, Рогоженка тощо) Клімат низовини м'який. Середня температура січня становить лише -3,5 ° C, хоча через відкритість північним вітрам, тут можливі короткочасні морози до -31 ° C.
Нижньоніманську низовину нижньої течії річки Німан і його дельти не варто плутати з Німанською низовиною у середній течії річки Німан.